# 후기 대폭격

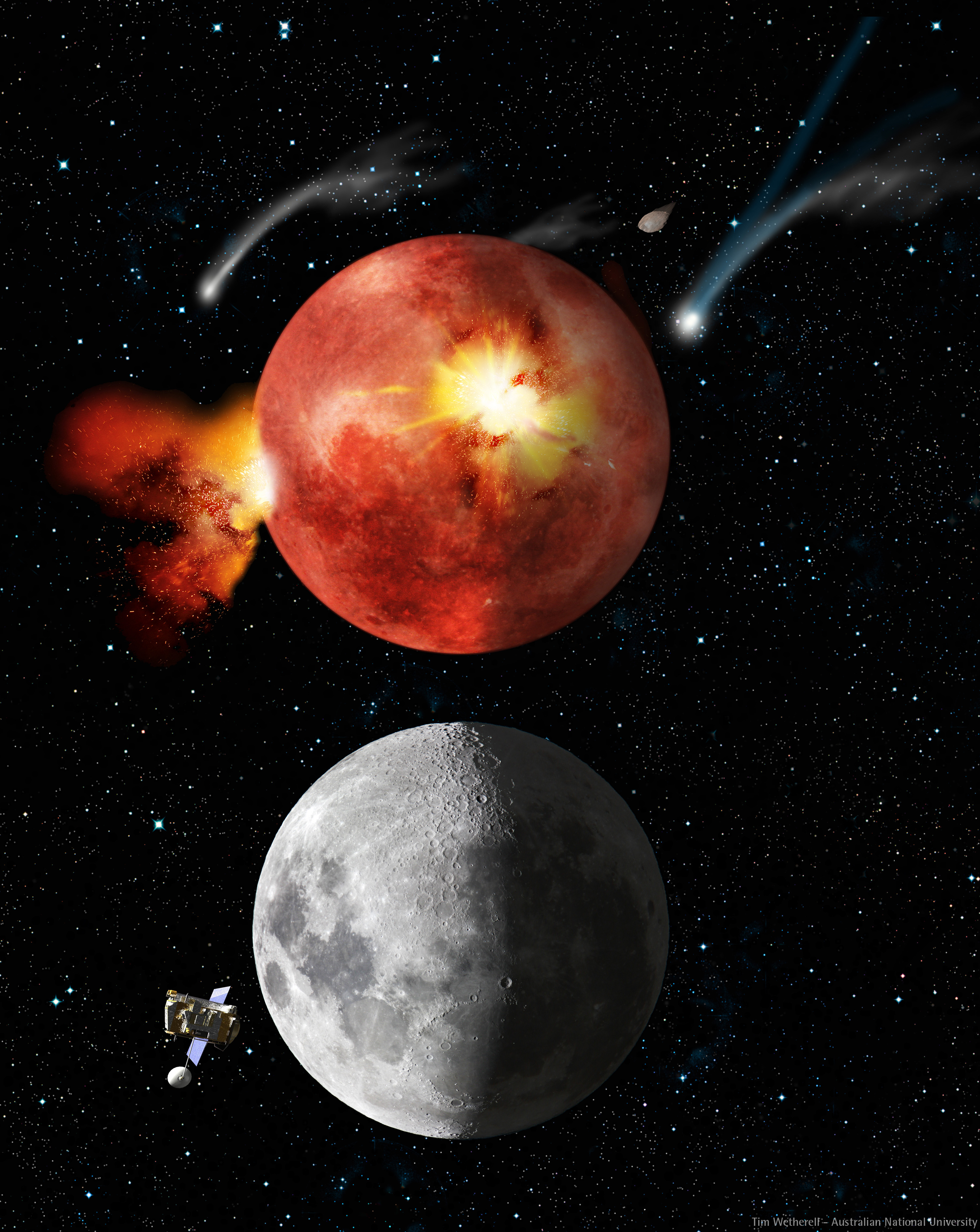
후기 대폭격을 겪는 달(위)과 현재의 달(아래)의 상상도.

후기 대폭격(Late Heavy Bombardment, LHB) 또는 후기 대충돌, 달의 대재앙(Lunar cataclysm 루나 캐터클리즘[*])은 명왕누대와 초시생대 사이, 41억~38억 년 전에 일어났으리라 여겨지는 가설 상의 사건으로, 이 기간 동안 비정상적으로 많은 소행성이 내태양계의 지구형 행성과 충돌했으리라 추정되고 있다. "후기"란 태양계 형성(45억 년 전) 과정에서 행성이 처음 탄생했던 충돌사건들을 "전기"라 칭하여 대비하는 것이다.
후기 대폭격의 증거는 아폴로 탐사 당시 수집한 표본의 방사능 연대 측정 결과 충돌로 인한 암석의 용융 간 시간 간격이 비교적 짧다는 점에서 유래하였다. 내태양계 지역에 소행성이나 혜성 등 충돌체가 급증한 이유를 설명하려 많은 가설이 제기되었지만 현재까지 결론은 나지 못하였다. 일부에서는 표본 사이의 시간 간격이 짧은 것은 거대한 충돌 지역 한 곳에서만 표본을 채취하였기 때문에 생기는 겉보기 문제이며, 이 현상을 설명하기 위해 과거의 대폭격을 가정할 필요가 없다고 주장한다.

## 후기 대폭격의 증거
후기 대폭격의 가장 큰 증거는 아폴로 15호, 16호, 17호가 각각 비의 바다, 감로주의 바다, 평온의 바다에 위치한 충돌 분지에서 채취한, 충돌로 인해 용융된 암석의 방사능 연대 측정 결과로, 암석의 나이가 38억 년과 41억 년 사이에 집중되어 있다는 점에서 당시 달에 극심한 소행성 충돌이 일어나고 있었다는 가정이 제기되었다. 이 가설을 최초에는 달의 대재앙(Lunar cataclysm)으로 칭했으며, 암석의 나이를 39억 년 전 달에 충돌하는 소행성의 비율이 급증한 증거로 제시하였다. 당시에는 이 가설에 논란의 여지가 많다고 보고, 크게 주목하지 않았다.
월운석 자료가 축적되며, 논란은 계속되었지만, 대폭격 가설은 점점 지지를 얻었다. 월운석은 달의 여러 지역에서 고르게 방출되었다고 간주되며, 장석질 월운석은 달의 뒷면에서 유래했으리라 추정될 정도이다. 월운석의 연대 측정 결과, 39억 년 이전의 운석은 단 하나도 발견되지 않았으며, 이는 대폭격 가설과 일치하는 결과이다. 하지만 운석의 연대는 25억 ~ 39억 년 정도로 분산되어 있으며, 어느 한 시점에 집중되는 양상은 보이지 않았다.
소행성대에서 유래한 하워다이트, 유크라이트, 디오제나이트, H 구립운석의 연대는 주로 34억~41억 년 사이였으며, 충돌이 집중된 가장 이른 시기는 45억 년 전이다. 유체역학 시뮬레이션을 통해 충돌 속도가 현재 소행성대의 평균인 5 km/s에서 10 km/s로 증가한다면 충돌로 인한 용융이 100~1,000배 증가한다는 것이 밝혀졌으며, 이를 통해 34억~41억 년 전 충돌 집중 시점은 충돌 속도가 증가한 현상으로 해석되고 있다. 충돌 속도가 10 km/s 이상이려면 소행성의 궤도 이심률 또는 궤도 경사가 아주 커야 하는데, 현재는 드물지만 과거 거대 행성이 이동하는 시점에는 수가 많았을 것으로 추정된다.
고원 지역의 충돌구 크기 분산을 연구한 결과 후기 대폭격 기간 동안 수성과 달이 같은 종류의 천체에 의한 충돌을 겪었을 가능성이 제기되었다. 후기 대폭격의 충돌 정도가 감소한 비율이 달과 수성에서 서로 같다고 한다면, 수성의 칼로리스 평원은 달의 비의 바다 평원 및 동쪽의 바다 평원과 연대가 모두 30억 년 전 이상으로 비슷하다고 추정할 수 있다.

## 대폭격 가설에 대한 반론
대폭격 가설에 대한 반론은 크게 두 가지로, 첫째는 암석의 연대가 집중된 것은 한 충돌 분지에서만 표본을 채취한 결과로 인한 것일 수 있다는 것이며, 둘째는 41억 년 이상 된 암석은 이미 가루가 되었거나 중간에 연대가 초기화되었을 수 있다는 것이다.
첫째 반론은 아폴로 착륙지에서 채취한 표본의 근원에 대한 것으로, 보통 충돌로 일어난 용융은 가장 가까운 분지에서 일어난 것으로 보지만, 충돌 용융 중 다수가 비의 바다 분지에서 일어났을 가능성이 제기되었다. 비의 바다 분지는 달의 앞면 중앙부에 있는, 가장 크고 어린 다환 분지로서, 정량적인 분석을 통해 비의 바다 분지를 형성한 충돌이 일어날 때 방출된 물질은 모든 아폴로 착륙지에 존재할 것이라는 점이 드러났다. 반론에 따르면 39억 년 전이라는 연대는 비의 바다 분지의 형성 연대와 관련이 있는 것으로, 여러 충돌을 대변하는 것이 아니다. 또한, 39억 년 전 연대가 집중되는 현상은 단편적인 지각 형성 과정에서 유래한 것이라고 보는 가설도 있다.
둘째 반론은 41억 년 이전의 암석에 충돌로 인한 용융 흔적이 없는 현상에 대한 것으로, 일부에서는 41억 년 이전에 생겨난 용융 흔적은 존재하지만 지난 40억 년 동안 지속적으로 일어난 충돌로 인해 방사능 연대 측정법으로 잰 나이는 초기화되었다고 주장하며, 오래 된 표본은 이미 가루가 되어 버려 일반적인 연대 측정을 적용할 수 없을 가능성도 제기한다.

## 원인

### 거대 행성의 이동

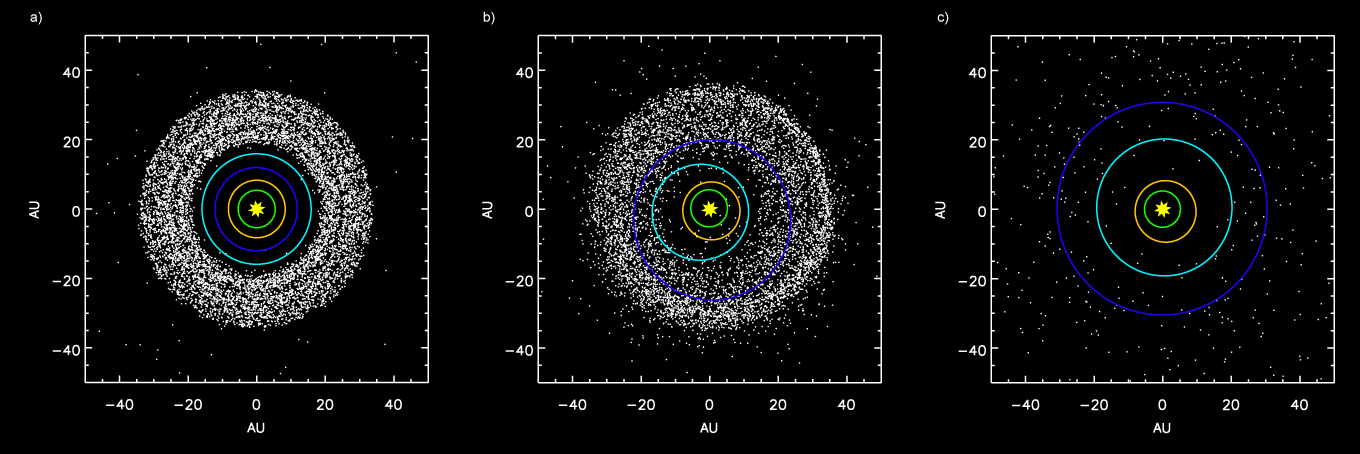
외행성과 미행성대를 보여주는 시뮬레이션으로, a) 목성과 토성이 2:1 공명에 이르기 전의 설정, b) 해왕성(짙은 파랑)과 천왕성(옅은 파랑)의 궤도 이동 이후 내태양계에서의 미행성 산란, c) 행성에 의한 미행성의 방출 이후를 보여주고 있다.

니스 모형에서는 후기 대폭격을 외태양계의 역학적 불안정으로 인해 발생한 현상이라고 설명한다. 처음 제안된 니스 모형에서는 거대 행성들이 두꺼운 해왕성 바깥 천체로 둘러싸여 있는 상태에서 시작해, 이 천체들이 행성 궤도로 들어가며 행성이 몇 억 년에 걸쳐 서서히 움직이게끔 하여, 목성과 토성이 2:1 궤도 공명에 진입하여 궤도 이심률이 증가할 때까지 진행되며, 이로 인해 천왕성과 해왕성의 궤도가 불안정해져 바깥에 있는 큰 미행성대를 역학적으로 교란시켜, 이 미행성이 태양계 안쪽으로 들어오며 대폭격 현상을 초래한다. 안쪽으로 들어온 미행성은 다시 목성 및 토성에 영향을 주어, 소행성대가 안쪽으로 들어와 지구형 행성과 부딪히게끔 한다.
니스 모형은 최초 발표 이후 다수 수정이 이루어졌다. 수정 이론 중 하나인 점핑 주피터 시나리오에서는 기체 행성이 원시 행성계 원반에서 기체로 인해 발생하는 행성 이동을 통해 서로 궤도 공명이 일어난다고 보며, 해왕성 바깥에 있는 미행성대와의 상호작용을 통해 몇 억 년에 걸쳐 공명에서 벗어난다. 외부 거대 얼음 행성과 토성이 만나 거대 얼음 행성이 안쪽 궤도로 들어왔다가, 목성과 만나 다시 바깥쪽으로 밀려난다. 이 과정을 통해 소행성과 지구형 행성에 가하는 영향이 감소하게 된다. 이 이론에서는 지구형 행성의 이심률이 낮은 현상과 이심률이 큰 소행성이 다수 분포하지 않는 모습을 설명할 수 있지만, 후기 대폭격의 원인이 소행성이 거의 고갈된 E대 소행성으로 변화하게 된다. 현재는 소행성대의 소행성은 작은 충돌구와 달의 분지를 설명하기에는 부족하여, 소행성대가 후기 대폭격을 일으킨 것은 아니라고 보고 있다.

### 천왕성 및 해왕성의 늦은 형성
한 미행성 시뮬레이션에서는 최외곽 행성인 천왕성과 해왕성이 몇십억 년에 걸쳐 느리게 형성되었으며, 실제 일부에서는 태양계 형성 당시 외태양계의 물질 밀도가 낮아 강착 속도가 감소하였을 것이라고 주장한다. 최외곽 행성의 늦은 형성 또한 후기 대폭격의 이유로서 제안되었다. 하지만 미행성의 폭주 효과와 결합하여 계산하면 외태양계의 기체 행성은 1000만 년 정도의 시간 동안 매우 빠르게 형성되는 것으로 밝혀져, 후기 대폭격의 발생과는 거리가 있다.

### 행성 V 가설
행성 V 가설은 화성 질량의 절반 정도 되는 다섯 번째 지구형 행성이 화성과 소행성대 사이에 존재했으며, 내행성 간의 섭동으로 행성 V가 소행성대에 진입해 소행성 다수가 지구 근방으로 섭동되어 후기 대폭격이 일어났다는 가설이다. 행성 V는 태양과 충돌하는 등 결과적으로 소멸되었을 것으로 여겨진다. 수학적인 계산 결과 소행성대 안쪽에 소행성이 몰려 있는 불균형 분포가 이루어져 있어야 이 가설을 통해 후기 대폭격을 설명할 수 있음이 드러났다. 달에 충돌구에 비해 상대적으로 분지가 없다는 점과 혜성의 충돌 증거가 부족하다는 점을 들어, 후기 대폭격은 행성 V가 화성과 충돌하여 생긴 파편으로 인해 발생했다는 가설 또한 존재한다.

### 화성 횡단 소행성의 교란
한 가설에서는 충돌 분지의 형성 중 일부는 대형 화성 횡단 소행성의 충돌로 인해 형성되었다고 제안한다. 41억 년 전부터 화성 횡단 소행성과의 충돌이 계속해서 일어나고 있었다가, 약 39억 년 전에 크기가 베스타 정도인 소행성이 큰 충돌을 겪으며 화성 횡단 소행성의 수가 급증하고, 이 중 다수가 지구 횡단 궤도로 진입해 달에 충돌하며 충돌 분지를 형성한다는 이론이다. 증거로서는 충돌 분지의 암석에 남아 있는 잔류 자기가 없는 것이, 40억 년 전가량 달의 자기장이 급격히 소멸할 때 충돌이 일어났다는 것을 뒷받침한다. 소행성 분산이 일어난 시점과 원인은 논란이 계속되고 있다.

### 기타 원인
지구를 돌던 다른 위성들, 달의 트로이군, 지구형 행성의 형성 이후 남겨진 미행성, 소행성대 소행성의 분해 등, 원인에 대한 많은 가설이 제기되었다. 내태양계 행성 간 충돌로 생성된 파편 또한 원인으로 제시되기도 하였다.
지구에 달 이외의 위성이 있었다면 달의 형성 초기 기조력으로 인한 급격한 궤도 확장 과정에서 달에게 공명 포획되어, 몇백만 년 이내로 사라지게 됨이 증명되었다. 달의 트로이군은 달의 궤도가 지구 반지름의 27배 지점에 도달하면 태양과의 공명으로 인해 10억 년 이내로 사라진다. 지구형 행성의 형성 이후 남겨진 미행성은 충돌 및 방출로 인해 달의 평원을 형성하기에는 수가 부족한 것으로 여겨진다. 지구나 금성과 공공전하던 천체는 장기적으로 보았을 때 역학적으로 불안정할 뿐만 아니라, 현재 공공전하는 천체가 존재하지 않는다는 점에서, 대폭격을 일으키기에는 수가 부족했을 것으로 보인다. 소행성대의 소행성이 분해된 파편이 원인이었다면, 최초 소행성의 크기는 최소 1,000~1,500 km여야 한다.

## 후기 대폭격의 가능성이 있는 외계 행성
항성 까마귀자리 에타 주변에서 후기 대폭격과 유사한 현상이 발견되었다.

## 같이 보기
- 태양계의 형성과 진화
- 니스 모형